# باربرا هوفلاند
باربرا هوفلاند (بالإنجليزية: Barbara Hofland)‏ (1770، شفيلد في المملكة المتحدة - 4 نوفمبر 1844، لندن في المملكة المتحدة)؛ كاتِبة وشاعرة إنجليزية عاصرت الإمبراطورية البريطانية، اشتهرت أكثر بقصصها الموجهة للأطفال.